# Taura
Taura település Németországban, azon belül Szászország tartományban. Lakosainak száma 2352 fő (2023. december 31.).

## Népesség
A település népességének változása:
| Lakosok száma | 2404 | 2372 | 2316 | 2340 | 2352 |
|               | 2017 | 2019 | 2021 | 2022 | 2023 |